# Lepisiota mlanjiensis
Lepisiota mlanjiensis är en myrart som först beskrevs av Arnold 1946.  Lepisiota mlanjiensis ingår i släktet Lepisiota och familjen myror. Inga underarter finns listade i Catalogue of Life.